# Máscara

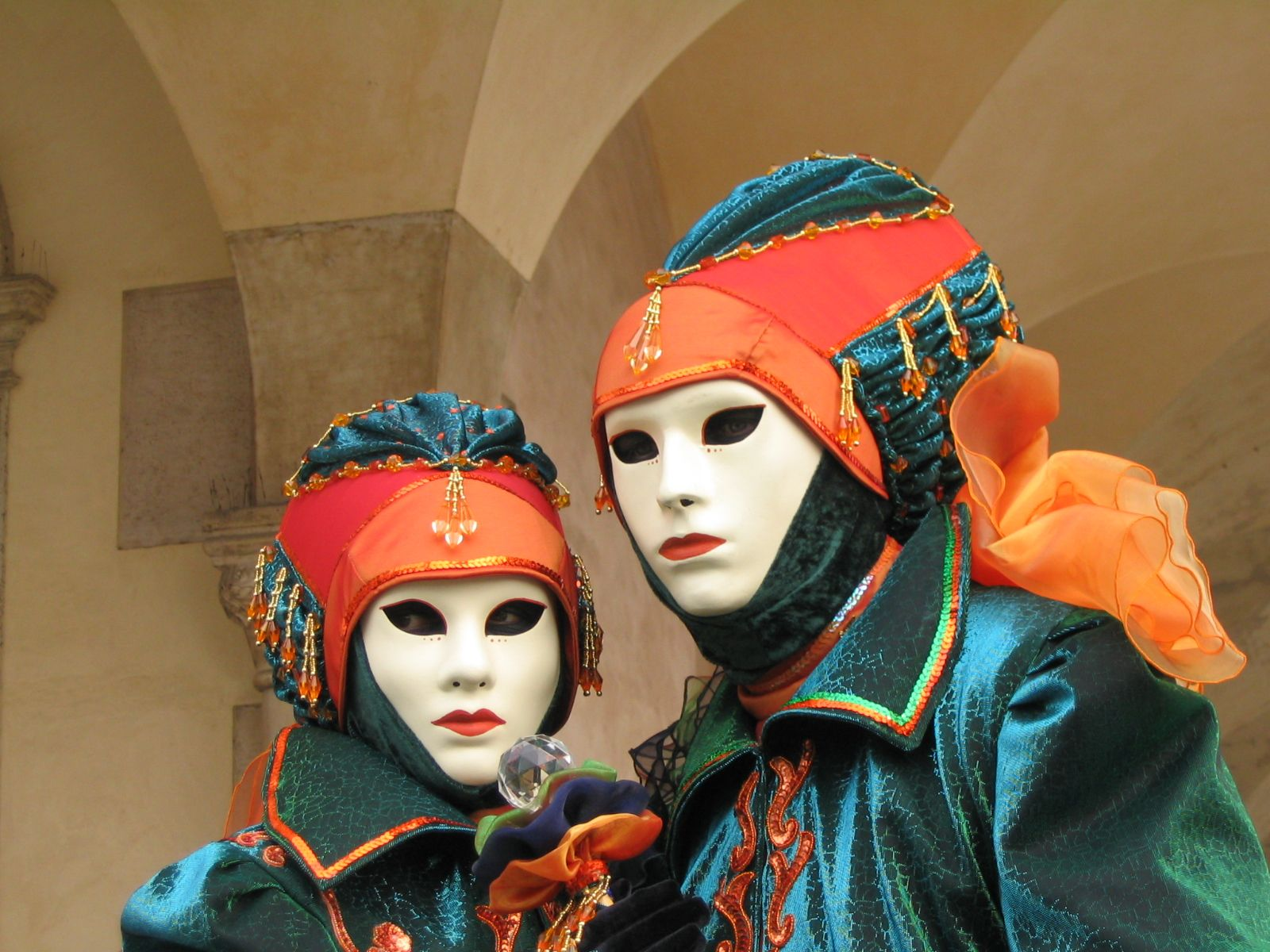
Máscaras no Carnaval de Veneza, usadas com bauta.

Uma máscara é um acessório utilizado para cobrir o rosto. É utilizada para diversos propósitos: lúdicos (como nos bailes de máscaras e no carnaval), religiosos, artísticos ou de natureza prática (máscaras de proteção). A palavra tem, provavelmente, origem no latim mascus ou masca = "fantasma", ou no árabe maskharah = "palhaço", "homem disfarçado". Muitas vezes, tribos africanas usam máscaras em cerimônias de passagem.
A máscara é possivelmente o mais simbólico elemento de linguagem cênica através de toda história do teatro. Seu uso, provavelmente, remonta à representação de cabeça de animais em rituais primitivos, quando ou o objeto em si ou o personagem que o usava representavam algum misterioso poder.

## História

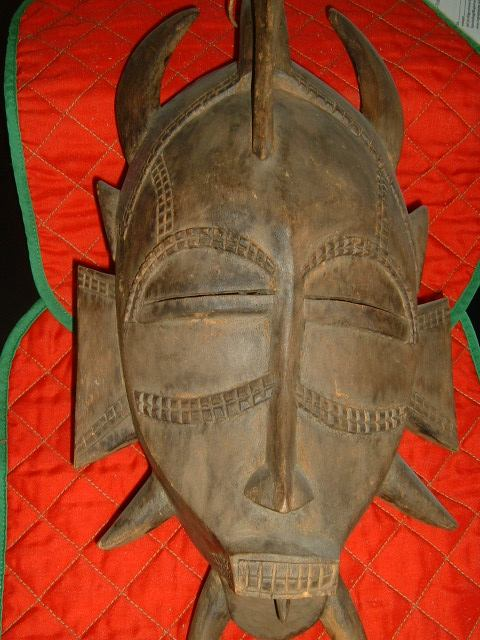
Máscara africana da Costa do Marfim.

O uso de máscaras em rituais ou cerimônias é uma prática humana muito antiga em todo o mundo, embora as máscaras também possam ser usadas para proteção, na caça, nos esportes, nas festas ou nas guerras – ou simplesmente usadas como ornamentação.  Algumas máscaras cerimoniais ou decorativas não foram projetadas para serem usadas. Embora o uso religioso de máscaras tenha diminuído, as máscaras são usadas às vezes em terapia dramática ou psicoterapia.
Um dos desafios na antropologia é encontrar a derivação precisa da cultura humana e das atividades iniciais, a invenção e o uso da máscara é apenas uma área de investigação não resolvida. O uso de máscaras remonta a vários milênios. Conjectura-se que as primeiras máscaras podem ter sido usadas por povos primitivos para associar o usuário a algum tipo de autoridade irrepreensível, como uma divindade, ou para dar credibilidade à reivindicação da pessoa sobre um determinado papel social.

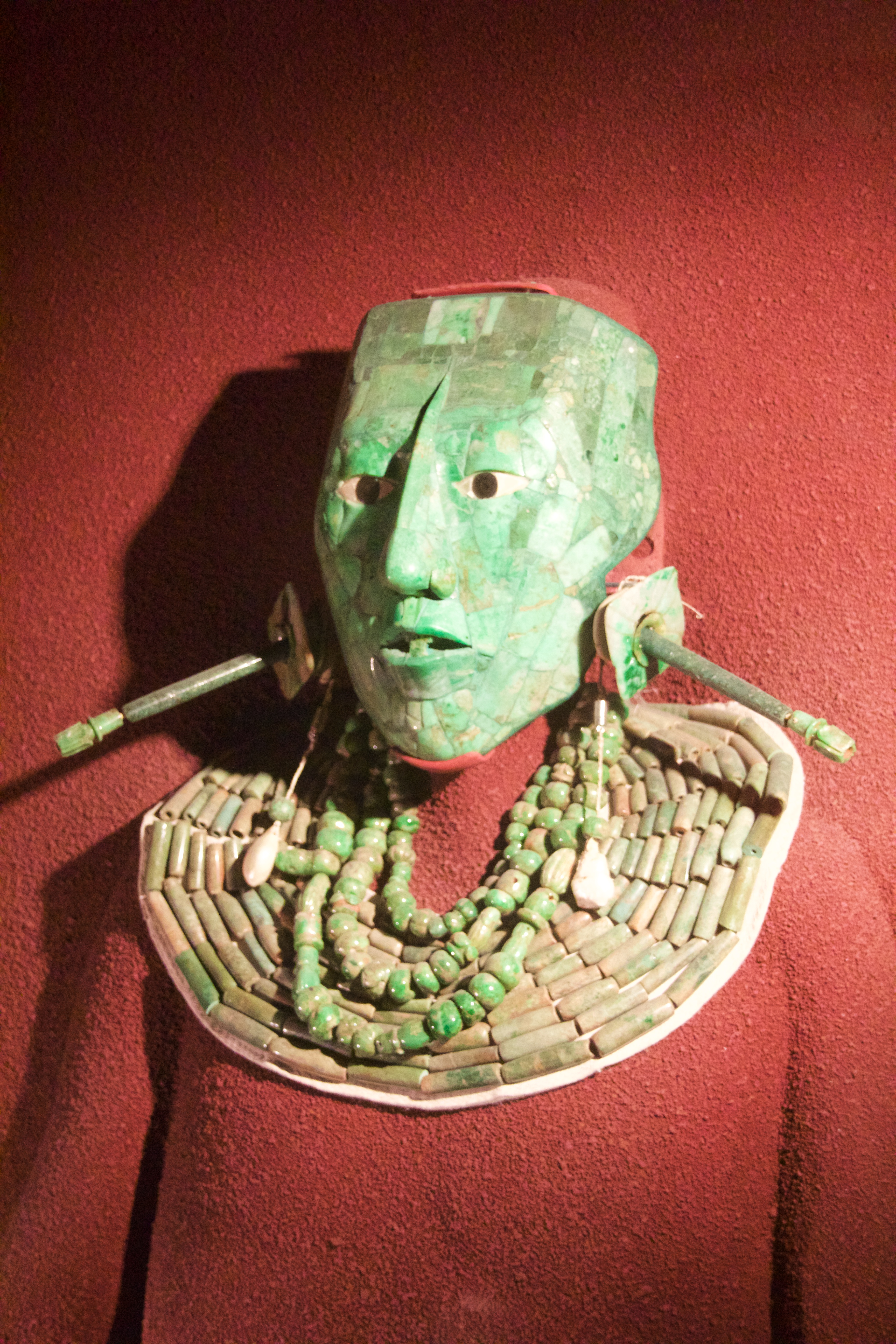
Máscara fúnebre de K'inich Janaab' Pakal no Museu Nacional de Antropologia (México)

A mais antiga obra de arte antropomórfica conhecida tem cerca de 30 000-40 000 anos. O uso de máscaras é demonstrado graficamente em alguns desses locais. Na medida em que as máscaras envolviam o uso de tinta de guerra, couro, material vegetativo ou material de madeira, tais máscaras não foram preservadas, no entanto, elas são visíveis em desenhos de cavernas paleolíticas, das quais dezenas foram preservadas. No sítio neandertal de Roche-Cotard, na França, foi encontrada uma imagem de flintstone de um rosto com aproximadamente 35 mil anos, mas não está claro se foi destinado a uma máscara.

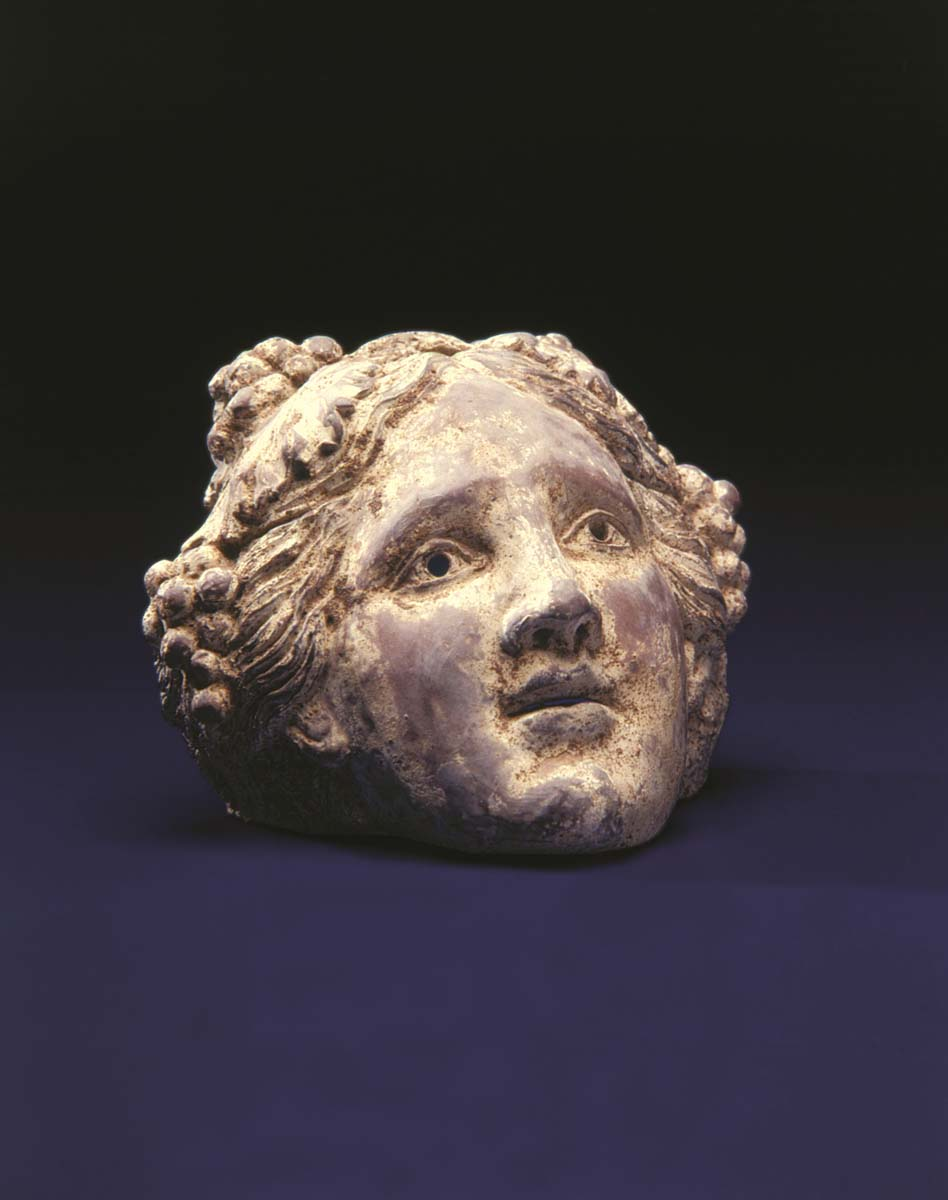
Máscara feminina miniaturizada em terracota, do acervo greco-romano da Casa Museu Eva Klabin. 12cm de altura x 17cm de largura x 13,5 cm de profundidade. 301AC.

Na bacchanalia grega e no culto a Dionísio, que envolvia o uso de máscaras, os controles ordinários sobre o comportamento foram temporariamente suspensos, e as pessoas se divertiam em folia alegre fora de sua posição ou status comum. Algumas máscaras eram usadas como oferenda votiva, como visto na imagem ao lado de uma máscara feminina de médio porte. René Guénon afirma que nos festivais romanos de saturnália, os papéis comuns eram muitas vezes invertidos. Às vezes, um escravo ou um criminoso recebia temporariamente as insígnias e o status de realeza, apenas para ser morto após o fim da festa. O Carnaval de Veneza, no qual todos são iguais atrás de suas máscaras, remonta a 1268 d.C. O uso de máscaras carnavalescas nas festividades judaicas de Purim provavelmente se originou no final do século 15, embora alguns autores judeus afirmem que sempre fez parte da tradição judaica.
As tribos iroquesas norte-americanas usavam máscaras para fins curativos (ver False Face Society). No Himalaia, as máscaras funcionavam sobretudo como mediadores de forças sobrenaturais. As máscaras Yup'ik podem ser pequenas máscaras de dedo de 3 polegadas (7,6 cm), mas também máscaras de 10 kg (22 lb) penduradas no teto ou carregadas por várias pessoas. Máscaras foram criadas com cirurgia plástica para soldados mutilados.
As máscaras em várias formas – sagradas, práticas ou lúdicas – têm desempenhado um papel histórico crucial no desenvolvimento de compreensões sobre "o que significa ser humano", porque permitem que a experiência imaginativa do "como é" seja transformada em uma identidade diferente (ou para afirmar uma identidade social ou espiritual existente). Nem todas as culturas conheceram o uso de máscaras, mas a maioria delas conheceu.

## Grécia antiga
As máscaras aparecem durante as festividades de Dionísio (deus do vinho). Nessas festas todos bebiam, cantavam, dançavam e usavam máscaras, feitas de folha de parreira por acreditar que Dionísio estaria presente entre as pessoas. A máscara teatral grega possuía diferentes funções quando em cena, tais como proporção maior que a face do ator e os traços expressivos acentuados, para que todo o público pudesse assimilar o caráter do personagem.

## Máscaras no teatro
As máscaras desempenham um papel fundamental dentro das tradições teatrais mundiais, particularmente as formas de teatro não ocidentais. Eles também continuam a ser uma força vital dentro do teatro contemporâneo, e seu uso assume uma variedade de formas.
Em muitas tradições culturais, o artista mascarado é um conceito central e é altamente valorizado. Na tradição ocidental, os atores do teatro grego antigo usavam máscaras, como fazem no tradicional drama japonês Noh. Em algumas máscaras gregas, a boca larga e aberta da máscara continha um megafone de latão permitindo que a voz do usuário fosse projetada no grande auditório. Na Europa medieval, as máscaras eram usadas em peças de mistério e milagres para retratar criaturas alegóricas, e o intérprete que representava Deus frequentemente usava uma máscara dourada ou dourada. Durante o Renascimento, as máscaras e o ballet de cour se desenvolveram – entretenimentos mascarados da corte que continuaram como parte das convenções de balé até o final do século XVIII. Os personagens mascarados da Commedia dell'arte incluíam os ancestrais do palhaço moderno. No teatro ocidental contemporâneo, a máscara é frequentemente usada ao lado de marionetas para criar um teatro que é essencialmente visual, em vez de verbal, e muitos de seus praticantes foram artistas visuais.
As máscaras são uma parte importante de muitas formas de teatro em todas as culturas mundiais, e seu uso no teatro muitas vezes se desenvolveu ou continua a fazer parte de antigas tradições teatrais estilizadas altamente sofisticadas.

### Teatro contemporâneo
Máscaras e bonecos foram muitas vezes incorporados ao trabalho teatral de artistas de vanguarda europeus da virada do século XIX. Alfred Jarry, Pablo Picasso, Oskar Schlemmer, outros artistas da Escola Bauhaus, além de surrealistas e dadaístas, experimentaram formas e máscaras teatrais em seus trabalhos.
No século 20, muitos praticantes de teatro, como Meyerhold, Edward Gordon Craig, Jacques Copeau e outros em sua linhagem, tentaram se afastar do naturalismo. Eles recorreram a fontes como o Teatro Oriental (particularmente o teatro japonês Noh) e a commedia dell'arte, ambas as formas apresentam máscaras com destaque.
Edward Gordon Craig (1872-1966) em A Note on Masks (1910) propôs as virtudes do uso de máscaras sobre o naturalismo do ator. Craig foi altamente influente, e suas ideias foram retomadas por Brecht, Cocteau, Genet, Eugene O'Neill - e mais tarde por Arden, Grotowski, Brook e outros que "tentaram restaurar um significado ritualístico, se não realmente religioso para o teatro".
Copeau, em suas tentativas de "naturalizar" os atores, decidiu usar máscaras para libertá-los de sua "estranheza excessiva". Por sua vez, o trabalho de Copeau com máscaras foi assumido por seus alunos, incluindo Etienne Decroux e, mais tarde, via Jean Daste e Jacques Lecoq.  Lecoq, tendo trabalhado como diretor de movimento no Teatro Piccalo na Itália, foi influenciado pela tradição Commedia. Lecoq conheceu Amleto Satori, um escultor, e eles colaboraram para reviver as técnicas de fabricação de máscaras Commedia de couro tradicionais. Mais tarde, desenvolvendo a "máscara nobre" de Copeau, Lecoq pediria a Satori que o fizesse mascarar neutre (a máscara neutra). Para Lecoq, as máscaras se tornaram uma importante ferramenta de treinamento, sendo a máscara neutra projetada para facilitar um estado de abertura nos alunos-performers, passando gradualmente para máscaras de caráter e expressivas e, finalmente, para "a menor máscara do mundo" o nariz vermelho do palhaço. Uma característica muito importante do uso da máscara por Lecoq não foi tanto seu impacto visual no palco, mas como ele mudou o movimento dos artistas no palco. Era uma abordagem baseada no corpo para o trabalho com máscaras, em vez de uma abordagem visualmente conduzida. A pedagogia de Lecoq tem sido extremamente influente para os profissionais de teatro na Europa que trabalham com máscara e tem sido amplamente exportada para todo o mundo. Esse trabalho com máscaras também se relaciona com a realização com estruturas portáteis e fantoches. Os alunos do Lecoq continuaram usando máscaras em seu trabalho depois de deixar a escola, como no Trestle Theatre de John Wright.
Nos Estados Unidos, o trabalho com máscaras demorou a chegar, mas o movimento Guerrilla Theatre, tipificado por grupos como o San Francisco Mime Troupe e o Bread and Puppet Theatre, aproveitou-o. Influenciados pela dança moderna, mímica moderna, Commedia dell'arte e Brecht, tais grupos saíram às ruas para realizar teatro altamente político. Peter Schumann, o fundador do teatro Pão e Marionetas, fez uso particular das máscaras de Carnaval alemãs.  Pão e fantoche inspirou outros praticantes ao redor do mundo, muitos dos quais usaram máscaras em seu trabalho. Nos EUA e Canadá, essas companhias incluem In the Heart of the Beast Puppet e Mask Theater of Minneapolis; Arm-of-the Sea Theatre, do estado de Nova York; Snake Theater, da Califórnia; e Shadowland Theatre de Toronto, Ontário. Essas companhias, e outras, têm uma forte agenda social, e combinam máscaras, música e fantoches para criar uma forma teatral visual. Outro caminho que as máscaras fizeram para o teatro americano foi através de bailarinos/coreógrafos como Mary Wigman, que usava máscaras na dança e havia emigrado para os Estados Unidos para fugir do regime nazista.
Na Europa, a influência de Schumann combinou-se com os primeiros artistas de vanguarda para incentivar grupos como Moving Picture Mime Show e Welfare State (ambos no Reino Unido). Essas companhias tiveram uma grande influência na próxima geração de grupos que trabalham em teatro visual, incluindo IOU e Horse and Bamboo Theatre, que criam um teatro no qual máscaras são usadas junto com bonecos, filmes e outras formas visuais, com ênfase na estrutura narrativa.

## Máscaras funcionais
As máscaras também são conhecidas como peças de kit associadas a funções práticas, geralmente protetoras. Houve uma proliferação dessas máscaras recentemente, mas há uma longa história de armaduras de proteção e até máscaras médicas para afastar a peste. O contraste com as máscaras de desempenho nem sempre é claro. As próprias máscaras rituais e teatrais podem ser consideradas práticas, e as máscaras de proteção em um contexto esportivo em particular são muitas vezes projetadas para melhorar a aparência do usuário.

### Uso médico
Algumas máscaras são usadas para fins médicos:
- Máscara de oxigênio, um equipamento médico que auxilia a respiração.
- Máscara anestésica.
- Máscara de queimadura, um equipamento médico que protege o tecido queimado do contato com outras superfícies e minimiza o risco de infecção.
- Máscara cirúrgica, um equipamento médico que ajuda a proteger o cirurgião e o paciente de adquirir infecção um do outro.
- Face shield, para proteger um profissional médico de fluidos corporais.
- Máscara de bolso ou máscara de RCP, usada para fornecer respirações de resgate com segurança durante uma parada cardíaca ou parada respiratória.
- Máscara facial de pano, uma alternativa a uma máscara cirúrgica para reduzir a propagação de agentes infecciosos.

### Protetor
As máscaras de proteção são peças de kit ou equipamento usado na cabeça e no rosto para dar proteção ao usuário, e hoje geralmente têm estas funções:
- Fornecer um suprimento de ar ou filtrar o ar externo (respiradores e máscaras de poeira).
- Proteger o rosto contra objetos voadores ou ambientes perigosos, permitindo a visão.

### Disfarce

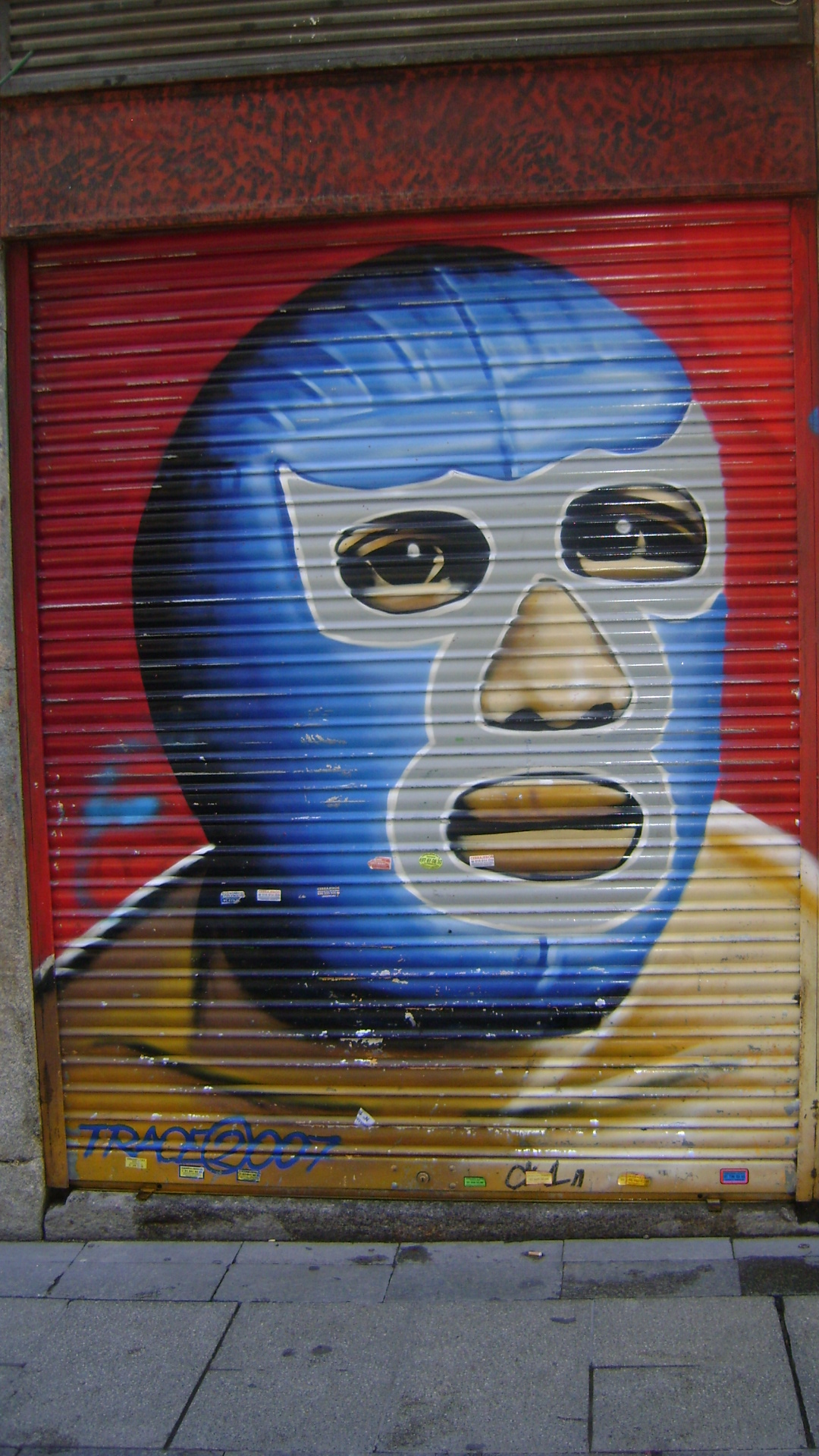
Graffiti de uma máscara de lucha libre mexicana em Madri, Espanha.

Máscaras às vezes são usadas para evitar o reconhecimento. Como disfarce, a máscara funciona como uma forma de proteção para o usuário que deseja assumir um papel ou tarefa sem ser identificado por outras pessoas.
- Ladrões e outros criminosos podem usar máscaras como forma de esconder seus rostos e, portanto, identidades de suas vítimas e das autoridades policiais.
- Ocasionalmente, uma testemunha da acusação aparece em tribunal de máscara para evitar ser reconhecida por associados do acusado.
- Os participantes de um black bloc nos protestos costumam usar máscaras, muitas vezes bandanas, para evitar o reconhecimento e tentar se proteger contra qualquer agente de controle de distúrbios usado.

As máscaras também são usadas para impedir o reconhecimento ao mostrar a participação em um grupo:
- As máscaras são usadas pelos penitentes em cerimônias para disfarçar sua identidade, a fim de tornar o ato de penitência mais altruísta. Os desfiles da Semana Santa em toda a Espanha e em países hispânicos ou católicos em todo o mundo são exemplos disso, com suas máscaras em forma de cone conhecidas como capirote.
- As máscaras são usadas por grupos de vigilantes.
- A máscara em forma de cone, em particular, é identificada com a Ku Klux Klan em um esforço autoconsciente para combinar a ocultação da identidade pessoal com a promoção de uma imagem poderosa e intimidadora.
- Membros do grupo Anonymous frequentemente usam máscaras (geralmente máscaras de Guy Fawkes, mais conhecido de V de Vingança) quando participam de protestos.

Embora o niqāb geralmente mostre pertencer a alguma comunidade islâmica, seu objetivo não é impedir o reconhecimento, embora se enquadre em algumas leis antimáscara, como a proibição francesa de cobrir o rosto.

### Ocupacional
- Máscaras de bico contendo ervas no bico foram usadas no início da Europa moderna por médicos da peste para tentar afastar a Peste Negra.
- Máscara de filtro, um equipamento de segurança.
- Máscara de mergulho facial como parte do aparelho respiratório autônomo para mergulhadores e outros; alguns permitem que o usuário fale com outros através de um dispositivo de comunicação embutido
- Respirador (máscara de gás ou particulado), uma máscara usada no rosto para proteger o corpo de poluentes transportados pelo ar e materiais tóxicos, e material particulado fino ou partículas infecciosas.
- Máscara de oxigênio usada por pilotos de alta altitude ou usada em medicina para fornecer oxigênio, anestésico ou outros gases aos pacientes
- Máscara de solda para proteger o rosto e os olhos do soldador do brilho e faíscas criadas durante a soldagem

### Esportivo
- Máscara facial do capacete de futebol americano
- Balaclava, também conhecida como "máscara de esqui", para proteger o rosto contra o ar frio.
- Máscara de pegador de beisebol.
- Máscara de mergulho, um item de equipamento de mergulho que permite que mergulhadores, mergulhadores livres e mergulhadores vejam claramente debaixo d'água.
- Máscara de vedação.
- Máscara de goleiro, uma máscara usada por um goleiro de hóquei no gelo ou em campo para proteger a cabeça e o rosto de lesões.
- Os capacetes de arremesso se tornaram obrigatórios em 2010 e têm uma máscara de arame na frente para proteger o rosto do jogador.
- Kendo, uma máscara chamada Men é usada nesta arte marcial japonesa de luta de espadas.
- Máscara de paintball.
- Viseira (hóquei no gelo).

Um exemplo interessante de máscara esportiva que confunde a função protetora é a máscara de luta livre, uma máscara mais usada no estilo mexicano/latino lucha libre de luta livre. Na lucha libre moderna, as máscaras são coloridas para evocar as imagens de animais, deuses, heróis antigos e outros arquétipos. A máscara é considerada "sagrada" até certo ponto, colocando seu papel mais próximo da função ritual e performática.

## Punitivo
As máscaras às vezes são usadas para punir o usuário, sinalizando sua humilhação ou causando sofrimento direto:
- Tipos particularmente desconfortáveis, como uma máscara de ferro, por exemplo, o freio da bronca, são adequados como dispositivos para humilhação, castigo corporal ou tortura.
- As máscaras eram usadas para alienar e silenciar prisioneiros nas prisões australianas no final do século 19. Eles eram feitos de pano branco e cobriam o rosto, deixando apenas os olhos visíveis.
- O uso de máscaras também é comum nas práticas de BDSM.

## Moda
Máscaras decorativas podem ser usadas como parte de um traje fora de funções rituais ou cerimoniais. Isso é muitas vezes descrito como uma máscara, e se relaciona intimamente com os estilos carnavalescos. Por exemplo, os participantes de uma festa à fantasia às vezes usam máscaras como parte de suas fantasias.